# Пятовское сельское поселение
Муниципальное образование «Пятовское» — сельское поселение в Тотемском районе Вологодской области Российской Федерации.
Административный центр — деревня Пятовская.

## География
Граничит:
- на северо-западе с Мосеевским сельским поселением,
- на севере с Тарногским муниципальным районом,
- на северо-востоке с Медведевским сельским поселением,
- на юго-востоке с Бабушкинским муниципальным районом,
- на юге с Великодворским сельским поселением,
- на юго-западе с Калининским сельским поселением,
- на западе с Вожбальским сельским поселением.

В южной части территории муниципального образования вблизи деревни Пятовская расположено городское поселение «Город Тотьма»

## История
В 1999 году был утверждён список населённых пунктов Вологодской области. 
Образовано в соответствии с законом Вологодской области от 6 декабря 2004 года № 1124-ОЗ «Об установлении границ Тотемского муниципального района, границах и статусе муниципальных образований, входящих в его состав».
В состав сельского поселения вошли сельсоветы:
- Пятовский (ОКАТО 19 246 852, 33 населённых пункта)
- Матвеевский (ОКАТО 19 246 828, 8 населённых пунктов)[3].

Законом Вологодской области от 1 июня 2015 года № 3670-ОЗ, были преобразованы, путём их объединения, муниципальные образования «Медведевское» и «Пятовское» — в сельское поселение Пятовское с административным центром в деревне Пятовская.

## Население
| 2011  | 2012  | 2013  | 2014  | 2015  | 2016  | 2017  |
| ----- | ----- | ----- | ----- | ----- | ----- | ----- |
| 5184  | ↘5139 | ↗5197 | ↗5229 | ↗5251 | ↗5933 | ↘5844 |
| 2018  | 2019  | 2020  | 2021  |       |       |       |
| ↘5734 | ↘5695 | ↗5701 | ↗6164 |       |       |       |

## Состав сельского поселения
| №  | Населённый пункт      | Тип населённого пункта          | Население |
| -- | --------------------- | ------------------------------- | --------- |
| 1  | Большая Семёновская   | деревня                         | 25        |
| 2  | Брагинская            | деревня                         | 35        |
| 3  | Варницы               | деревня                         | 904       |
| 4  | Внуково               | хутор                           | 3         |
| 5  | Ворлыгино             | деревня                         | 27        |
| 6  | Выдрино               | деревня                         | 68        |
| 7  | Галицкая              | деревня                         | 80        |
| 8  | Глубокое              | посёлок                         | 187       |
| 9  | Горелая               | деревня                         | 0         |
| 10 | Десятина              | местечко                        | 32        |
| 11 | Заборная              | деревня                         | 0         |
| 12 | Задняя                | деревня                         | 441       |
| 13 | Запольная             | деревня                         | 7         |
| 14 | Ивойлово              | деревня                         | 12        |
| 15 | Исаково               | деревня                         | 11        |
| 16 | Камчуга               | деревня                         | 0         |
| 17 | Камчуга               | посёлок                         | 534       |
| 18 | Княжая                | деревня                         | 5         |
| 19 | Колупаиха             | деревня                         | 0         |
| 20 | Кормакино             | деревня                         | 26        |
| 21 | Коченьга              | деревня                         | 21        |
| 22 | Куземкино             | деревня                         | 0         |
| 23 | Леваш                 | деревня                         | 5         |
| 24 | Лесниково             | деревня                         | 8         |
| 25 | Лобаниха              | деревня                         | 4         |
| 26 | Лось                  | деревня                         | 0         |
| 27 | Лунево                | деревня                         | 0         |
| 28 | Малая Поповская       | деревня                         | 47        |
| 29 | Малая Семёновская     | деревня                         | 0         |
| 30 | Матвеево              | деревня                         | 182       |
| 31 | Медведево             | деревня                         | 144       |
| 32 | Михайловка            | посёлок                         | 153       |
| 33 | Молоково              | деревня                         | 0         |
| 34 | Мосеево               | деревня                         | 10        |
| 35 | Неклюдиха             | деревня                         | 0         |
| 36 | Нелюбино              | деревня                         | 14        |
| 37 | Нижняя Печеньга       | деревня                         | 21        |
| 38 | Октябрьский           | посёлок                         | 139       |
| 39 | Останинская           | деревня                         | 4         |
| 40 | Посёлок Мясокомбината | посёлок                         | 154       |
| 41 | Притыкино             | деревня                         | 6         |
| 42 | Пустошь               | деревня                         | 3         |
| 43 | Пятовская             | деревня, административный центр | 88        |
| 44 | Савино                | деревня                         | 144       |
| 45 | Слуда                 | деревня                         | 6         |
| 46 | Советский             | посёлок                         | 1332      |
| 47 | Совинская             | деревня                         | 6         |
| 48 | Текстильщики          | посёлок                         | 653       |
| 49 | Тихониха              | деревня                         | 0         |
| 50 | Углицкая              | деревня                         | 28        |
| 51 | Усть-Еденьга          | посёлок                         | 175       |
| 52 | Усть-Царева           | посёлок                         | ↘26       |
| 53 | Федотово              | деревня                         | 14        |
| 54 | Филинская             | деревня                         | 0         |
| 55 | Чаловская             | деревня                         | 4         |
| 56 | Черняково             | деревня                         | 301       |
| 57 | Чоботово              | деревня                         | 17        |

16 октября 2023 года Постановлением Правительства Вологодской области от 16.10.2023 № 1165.

## Местное самоуправление
Действующая система органов местного самоуправления района учреждена Уставом Тотемского муниципального района Вологодской области, принятым решением № 101 Тотемского районного муниципального Собрания 19 июля 2005 года.
Местное самоуправление в поселении осуществляется на основании Устава, который был утверждён решением совета депутатов Пятовского сельского поселения Тотемского муниципального района Вологодской области от 9 августа 2005 года.
Глава муниципального образования Горчагов Вадим Валентинович, избран 5 июня 2005 года (количество голосов «за» — 64,97 %), он же является также председателем представительного органа. Количество депутатов в представительном органе — 10.
Администрация поселения расположена по адресу: 161300 Вологодская область, Тотемский район, д. Пятовская, ул. Центральная, дом 4.

## Экономика
- Тотемское райпо
- МУП «Тотемское ПАТП»
- Филиал «Торговый дом „Вологодский“»
- ГП ВО «Тотемская электротеплосеть»
- ООО «Тотьмагорстройинвест»
- ЗАО «Тотьмалесторг»
- СПК «Тотемское»
- МУП «Водоканал»
- ГУ Санаторий «Зеленый Бор»
- Филиал «Тотемское ДРСУ» ОАО «Вологдаавтодор»
- Филиал Тотемские электрические сети ОАО «Вологдаэнерго»
- ООО «Сухонский речной порт»
- ООО «Тотемский маслозавод»
- ООО «Тотемский плюс»
- МУП «Тотемское ГАТП»
- ООО «Льнозавод „Тотемский“»

## Транспорт
По территории проходит автодорога А123, протекают реки Сухона, Пёсья Деньга, Шореньга, Еденьга.
В посёлке Советский начинается Пятовская узкоколейная железная дорога.